# Kanigoro (Pagelaran)
Kanigoro is een bestuurslaag in het regentschap Malang van de provincie Oost-Java, Indonesië. Kanigoro telt 9562 inwoners (volkstelling 2010).